# Jean-François Rime
Pour les articles homonymes, voir Rime (homonymie).
Jean-François Rime, né le 28 juin 1950 à Fribourg, est un homme politique suisse, membre de l'Union démocratique du centre (UDC) et conseiller national de 2003 à 2019.

## Biographie
Jean-François Rime naît le 28 juin 1950 à Fribourg. Il est originaire de Charmey, dans le même canton.
Titulaire d'une licence en sciences économiques obtenue en 1971 à l'Université de Lausanne, il est entrepreneur dans l'industrie du bois.
Il est notamment membre de l'Association romande contre la drogue et de la Chambre fribourgeoise du commerce, de l'industrie et des services. Il est président du comité directeur de l'Union suisse des arts et métiers depuis le 23 mai 2012 et président du conseil d'administration de la scierie Despond SA à Bulle, qu'il rachète en 1978.
Au sein de l'armée suisse, il a servi comme soldat dans la cavalerie.
Domicilié à Bulle, Jean-François Rime est marié et père de trois enfants. Il est le fils de Pierre Rime, ancien conseiller national (radical). Il a une sœur, Michèle Sottas-Rime.

## Parcours politique
Il siège au Conseil général (législatif) de Bulle de juin 1989 à février 1991 en tant que membre du Parti radical-démocratique (PRD).
En 2002, il quitte son parti, dénonçant « la dérive à gauche du PRD » et rallie l'UDC,. Lors des élections fédérales de 2003, il est élu au Conseil national. Il est réélu en 2007, 2011 et 2015.
Il siège à la Commission de l'économie et des redevances (CER), qu'il préside à partir de décembre 2017. Il siège également à la Commission des transports et des télécommunications (CTT) du 3 décembre 2007 au 1er mars 2009. Il est vice-président du groupe parlementaire UDC entre 2007 et 2012.
Il est désigné à deux reprises par son parti pour tenter de récupérer un deuxième siège au Conseil fédéral : la première fois le 22 septembre 2010 — où il s'oppose sans succès à Simonetta Sommaruga puis à Johann Schneider-Ammann — et la seconde le 14 décembre 2011.
Il est membre de l'Action pour une Suisse indépendante et neutre.
Non réélu au Conseil national lors des élections fédérales de 2019, l'UDC perdant un siège au profit des Verts en la personne de Gerhard Andrey, il décide de prendre sa retraite politique,.